# Johann Burchard Freystein
Johann Burchard Freystein  est un juriste allemand et auteur de cantiques né le 18 avril 1671 à Weissenfels, en duché de Saxe-Weissenfels, et décédé le 1er avril 1718 à Dresde.

## Biographie
Freystein est le fils de Samuel Adam Freystein, vice-chancelier du duc Auguste de Saxe-Weissenfels et inspecteur du Gymnasium de Weissenfels. Il étudie le droit, les mathématiques, la philosophie et l'architecture à l'Université de Leipzig et passe quelque temps à Berlin et Halle. En 1695, il obtient son doctorat en droit à l'Université d'Iéna et crée ensuite son propre cabinet à Dresde. En 1703, il est conseiller à Gotha mais revient à Dresde en 1709 comme conseiller à la cour de justice municipale. Freystein terminera sa carrière avec, de plus, un poste à la commission des travaux publics.
Le sentiment religieux de Freystein est influencé par Philipp Jakob Spener. Son cantique Mache dich, mein Geist, bereit, wache, fleh und bete figure toujours dans l'hymnaire protestant (ECG 261, hymnaire luthérien EC 387). Johann Sebastian Bach  l'utilise dans sa cantate chorale Mache dich, mein Geist, bereit, BWV 115.

## Source de la traduction
- (en) Cet article est partiellement ou en totalité issu de l’article de Wikipédia en anglais intitulé « Johann Burchard Freystein » (voir la liste des auteurs).